# Los malditos (película)
Los malditos (en francés; Les Maudits) es una película bélica y de suspenso francesa de 1947, dirigida por René Clément y protagonizada por Marcel Dalio , Henri Vidal , Florence Marly y Fosco Giachetti. Fue inscrita en el Festival de Cine de Cannes donde finalmente obtuvo la Palma de Oro.
La película se destaca por su representación del interior de un submarino en tiempos de guerra y por sus tomas de seguimiento a lo largo del submarino. Se rodó en los estudios Victorine de Niza y en locaciones de Toulon y la costa mediterránea. Los decorados de la película fueron diseñados por el director de arte Paul Betrand.

## Sinopsis
Durante la Segunda Guerra Mundial, un grupo de Nazis deciden viajar en un submarino hacia Sudamérica para evitar estar en Europa.

## Reparto
- Marcel Dalio como Larga
- Henri Vidal como el Dr. Guilbert
- Florence Marly como Hilde Garosi
- Fosco Giachetti como Garosi
- Paul Bernard como Couturier
- Jo Dest como Forster
- Michel Auclair como Willy Morus
- Anne Campion como Ingrid Ericksen
- Andreas von Halberstadt (como A. Von Halberstadt)
- Lucien Hector como Ericksen
- Jean Lozach (como Lozach)
- Karl Münch (como Karl Munch)